# Gaston Arman de Caillavet

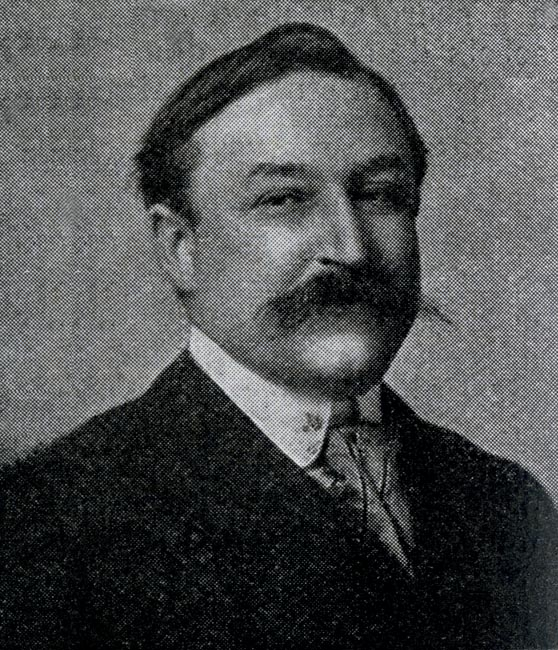
Gaston Arman de Caillavet

Mathurin Cyprien Auguste Gaston Arman de Caillavet (* 13. März 1870 in Paris; † 13. Januar 1915 in Saint-Médard-d’Excideuil) war ein französischer Dramatiker und Librettist.

## Leben
Der Sohn von Léontine Lippmann, die einen bedeutenden Pariser literarischen Salon unterhielt und als Muse von Anatole France bekannt wurde, begann seine schriftstellerische Laufbahn als Direktor eines kleinen Revuetheaters im zweiten Stock des Eiffelturms. Nach 1900 trat er als Coautor von Robert de Flers hervor, mit dem er zahlreiche Libretti, Komödien und Vaudevilles verfasste. Mehrere ihrer Stücke wurden auch verfilmt. Er war eng mit Marcel Proust befreundet.

## Werke
- Les Travaux d’Hercule, 1891
- Le Sire de Vergy (Oper vertont von Claude Terrasse), 1903
- Les Sentiers de la Vertu, 1904
- Miquette et sa mère, 1906
- Pâris ou le Bon Juge, 1906
- Fortunio, Oper nach Le Chandelier von Alfred de Musset (Musik von André Messager), UA 1907
- Le Roi, UA 1908
- Le Bois Sacré, 1910
- Primerose, 1911
- La Vendetta, lyrisches Drama (Musik von Jean Nouguès), UA 1911
- L’Habit Vert, UA 1912
- Monsieur Brotonneau, 1914
- Les Merveilleuses, 1914
- Ma Tante d’Honfleur, 1914
- Béatrice, Oper nach Charles Nodier (Musik von André Messager), UA 1914
- Cydalise et le chèvre-pied (Ballett, Musik von Gabriel Pierné), UA 1923 in der Choreographie von Léo Staats
- Le Jardin du Paradis Oper nach Hans Christian Andersen (Musik von Alfred Bruneau), UA 1923